# PopSister
PopSister (jap. ポップシスター Poppushisutā) – japoński magazyn poświęcony modzie, który powstał w 2010 roku przez Kadokawa Haruki Corporation. Magazyn został przemianowany ze wcześniejszego magazynu mody SCREAM o tematyce Shibuya-kei, łączącego style mody Shibuya i Harajuku, na PopSister, czyli „starszą siostrę” wersji magazynu gyaru-kei – Popteen. Główną grupą docelową były kobiety, których średnia wieku wynosiła 20 lat. Publikacja magazynu została zawieszona po numerze z listopada 2011 roku.

## Historia
PopSister po raz pierwszy został opublikowany pod nazwą SCREAM jako dodatek do numeru Popteen 17 kwietnia 2009 roku (numer czerwcowy). Drugi numer ukazał się 17 sierpnia (numer październikowy) tego samego roku. Popularność tych dwóch numerów spowodowała, że postanowiono uczynić z niego miesięcznik, a pierwszy numer ukazał się 17 kwietnia 2010 roku (numer czerwcowy). Zarówno w wydaniu dodatkowym, jak i w pierwszym numerze na okładce znalazła się Tsubasa Masuwaka, była ekskluzywna modelka Popteen.
W pierwszym numerze magazyn ogłosił swoich siedem ekskluzywnych modelek, Tsubasa Masuwaka, Kana Hoshino, Yui Kanno, Jun Komori, Tomoko Higuchi, Eri Aoki i Wei Son.
W 2010 roku, czyli w roku wydania pierwszego numeru, po raz pierwszy zorganizowano casting dla modelek, aby znaleźć kandydatkę na „drugą Tsubasę Masuwakę”, przy pełnej współpracy z agencją rozrywkową Asia Promotion, do której należy Masuwaka.
Magazyn PopSister nie miał strony internetowej, a informacje umieszczano na oficjalnej stronie Popteen. 17 maja 2010 roku uruchomiono stronę internetową na urządzenia mobilne, Mb Sister.
Ostatni numer ukazał się w listopadzie 2011 roku, w numerze napisano, że po tym miesiącu magazyn przestanie się ukazywać.